# Phineus Linea
La Phineus Linea è una struttura geologica della superficie di Europa.